# 富山短期大学
富山短期大学（日语：／ Toyama Tankidaigaku *），简称富短（Tomitan），是一所位于日本富山县富山市的私立短期大学。

## 概要

### 简介
- 短期大学为于1963年开办[3]、由学校法人富山国际学园经营、男女同校[1]。开始招収男学生从2000年[3]。

### 历史
- 1963年 富山女子短期大学成立并同时设置一个学科即教养科[3]。
- 1967年 两个学科即食物营养学科和保育科成立[3]。
- 1971年 家政学科成立。教养科变更为文学科（日文专攻、英文专攻）[3]。
- 1982年 一个学科即商经学科成立[3]。
- 1994年 家政学科变更为生活科学科[3]。
- 1996年 一个学科即福利学科成立[3]。
- 1999年 商经学科变更为管理信息学科。两个学科即文学科（日文专攻、英文专攻）和生活科学科招生最后[3]。
- 2000年 改校名为富山短期大学、开始招収男学生[3]。
- 2001年 今年10月30日两个学科即文学科（日文专攻、英文专攻）和生活科学科正式停办[4]。
- 2005年 专科食物营养专攻成立[3]。

### 宪章
- 请参看富山短期大学的标志 （日語） 2014年1月19日阅览。
- 请参看私立短期大学门户网站#富山短期大学 （页面存档备份，存于）（日語）2014年1月19日阅览。

#### 吉祥物
- 请参看私立短期大学门户网站#富山短期大学 （页面存档备份，存于） （日語） 2014年1月19日阅览。

## 学校环境
- 校区：在富山县富山市

## 历任校长
- 近藤锐一：第一代短期大学校长[5]。
- 中岛恭一：现在短期大学校长[6]

## 组织

### 学科
- 食物营养学科
- 保育学科
- 管理信息学科
- 福利学科

### 前学科
- 生活科学科[注 1]
- 文学科[注 1]
  - 日文专攻[注 1]
  - 英文专攻[注 1]

### 专科
| - 食物营养专攻 |

### 业余课程
| - 没有 |

### 附属学校
| - 幼儿园：绿野幼儿园。成立于1976年 - 高等学校：前富山女子短期大学附属高等学校成立于1964年 |

### 附属机关
| - 图书馆 - 终身学习教育中心 - 志愿者・地区活动中心 |

## 相关链接
- 日本短期大学列表
- 富山国际大学